# كلاوس فلوريان فوجت
كلاوس فلوريان فوجت (بالألمانية: Klaus Florian Vogt)‏ (و. 1970  م) هو مغني أوبرا، ومغني، ومؤدي ألماني، ولد في هايدة.

## التعليم
تعلم في Lübeck Academy of Music ‏
.

## وصلات خارجية
- كلاوس فلوريان فوجت على موقع IMDb (الإنجليزية)
- كلاوس فلوريان فوجت على موقع مونزينجر (الألمانية)
- كلاوس فلوريان فوجت على موقع ميوزك برينز (الإنجليزية)
- كلاوس فلوريان فوجت على موقع ديسكوغز (الإنجليزية)
- كلاوس فلوريان فوجت على موقع قاعدة بيانات الفيلم (الإنجليزية)
- كلاوس فلوريان فوجت في قاعدة بيانات الأفلام على الإنترنت